# Phaanthosaurus
Phaanthosaurus is een geslacht van uitgestorven basale procolophonide parareptielen uit afzettingen uit het Vroeg-Trias (Indien) van Nizjni Novgorod, Russische Federatie. 
Het is bekend van het holotype PIN 1025/1, een onderkaak (een dentarium). Het werd verzameld uit de Vetluga-rivier, het dorp Spasskoje, uit de Vokhmische terrestrische horizon van de Vokhma-formatie. Het werd benoemd door P. K. Chudinov en B. P. Vjushkov in 1956 en de typesoort is Phaanthosaurus ignatjevi. De geslachtsnaam is afgeleid van het Grieks phaanthen, 'opvallend'.
In 2000 stelden Spencer en Benton dat Contritosaurus een jonger synoniem was van Phaanthosaurus. Contritosaurus simus (Ivakhnenko, 1974) die bekend is van het holotype PIN 3355/1, een gedeeltelijke schedel met rechteronderkaak van dezelfde locatie, en van drie paratypen, werd opnieuw gecombineerd tot Phaanthosaurus simus. Ze ontdekten ook dat de tweede soort Contritosaurus convector (PIN 3357/1, een onderkaak) een jonger synoniem is van Phaanthosaurus simus. Recente cladistische analyses door Juan Carlos Cisneros, 2008, Mark J. Macdougall en Sean P. Modesto, 2011 accepteerden deze synonymie.